# Armigeres papuensis
Armigeres papuensis är en tvåvingeart som beskrevs av Peters 1963. Armigeres papuensis ingår i släktet Armigeres och familjen stickmyggor. Inga underarter finns listade i Catalogue of Life.